# Солнцевский район (Курская область)
Со́лнцевский район — административно-территориальная единица (район) и муниципальное образование (муниципальный район) на юго-востоке центральной части Курской области России.
Административный центр — посёлок городского типа Солнцево.

## География
Площадь — 1051,8 км² (3,5 % территории Курской области). С районом граничат: на севере — Щигровский и Тимский, на юге — Пристенский; на востоке — Мантуровский; на западе — Курский и Медвенский районы Курской области. Протяженность района с востока на запад — 38 км, а с севера на юг — 42 км.
Основные реки — Сейм, Лещинка, Донецкая Сеймица, Ивица, Хан.

## История
Район образован 16 июня 1928 года в составе Курского округа Центрально-Чернозёмной области. После упразднения округов в 1930 перешёл в непосредственное подчинение областному центру Центрально-Чернозёмной области (Воронеж). В 1934 вошёл в состав новообразованой Курской области.

## Население
| 1989    | 2002    | 2004    | 2007    | 2009    | 2010    | 2011    | 2012    | 2013    |
| ------- | ------- | ------- | ------- | ------- | ------- | ------- | ------- | ------- |
| 22 492  | ↘18 492 | ↘18 100 | ↘16 770 | ↗16 838 | ↘15 382 | ↘15 283 | ↘14 829 | ↘14 387 |
| 2014    | 2015    | 2016    | 2017    | 2018    | 2019    | 2020    | 2021    |         |
| ↘14 209 | ↘14 058 | ↘13 810 | ↘13 733 | ↘13 379 | ↘12 909 | ↘12 612 | ↘12 182 |         |

### Урбанизация
Городское население (рабочий посёлок Солнцево) составляет 29,73 % от всего населения района.

### Национальный состав
По итогам переписи населения 2020 года проживали следующие национальности (национальности менее 0,1 % и другое, см. в сноске к строке «Другие»):
| Национальность | Численность, чел. | Доля     |
| -------------- | ----------------- | -------- |
| Русские        | 11 629            | 95,46 %  |
| Армяне         | 120               | 0,99 %   |
| Украинцы       | 67                | 0,55 %   |
| Молдаване      | 29                | 0,24 %   |
| Таджики        | 24                | 0,20 %   |
| Езиды          | 18                | 0,15 %   |
| Лезгины        | 16                | 0,13 %   |
| Азербайджанцы  | 13                | 0,11 %   |
| Другие         | 266               | 2,17 %   |
| Итого          | 12 182            | 100,00 % |

## Административное деление
Солнцевский район как административно-территориальная единица включает 16 сельсоветов и один рабочий посёлок.
В рамках организации местного самоуправления в муниципальный район входят 7 муниципальных образований, в том числе 1 городское и 6 сельских поселений:
| №        | Муниципальное образование | Административный центр   | Количество населённых пунктов | Население (чел.) | Площадь (км²) |
| -------- | ------------------------- | ------------------------ | ----------------------------- | ---------------- | ------------- |
| 1e-06    | Городское поселение:      |                          |                               |                  |               |
| 1        | посёлок Солнцево          | рабочий посёлок Солнцево | 1                             | ↘3622            | 7,24          |
| 1.000002 | Сельские поселения:       |                          |                               |                  |               |
| 2        | Бунинский сельсовет       | село Бунино              | 22                            | ↘895             | 204,02        |
| 3        | Зуевский сельсовет        | село Зуевка              | 18                            | ↘2141            | 202,55        |
| 4        | Ивановский сельсовет      | деревня Ивановка         | 20                            | ↗2090            | 226,21        |
| 5        | Старолещинский сельсовет  | село Старый Лещин        | 11                            | ↗972             | 141,68        |
| 6        | Субботинский сельсовет    | село Субботино           | 4                             | ↘1004            | 95,04         |
| 7        | Шумаковский сельсовет     | село Шумаково            | 18                            | ↘1458            | 175,03        |

В ходе муниципальной реформы 2006 года в составе новообразованного муниципального района законом Курской области от 21 октября 2004 года были созданы 17 муниципальных образований, в том числе одно городское поселение (в рамках рабочего посёлка) и 16 сельских поселений в границах сельсоветов.
Законом Курской области от 26 апреля 2010 года был упразднён ряд сельских поселений: Добро-Колодезский сельсовет и Афанасьевский сельсовет (включены в Бунинский сельсовет); Лещиноплатавский сельсовет (включён в Старолещинский сельсовет, который с апреля до декабря 2010 года назывался как Лещинский сельсовет); Воробьёвский сельсовет и Плосковский сельсовет (включены в Шумаковский сельсовет); Орлянский сельсовет (включён в Субботинский сельсовет); Дежевский сельсовет и Выползовский сельсовет (включены в Зуевский сельсовет); Чермошнянский сельсовет и Максимовский сельсовет (включены в Ивановский сельсовет). Соответствующие сельсоветы как административно-территориальные единицы упразднены не были.

## Населённые пункты
В Солнцевском районе 94 населённых пункта, в том числе один городской (рабочий посёлок) и 93 сельских населённых пункта.
| №  | Населённый пункт         | Тип             | Население | Муниципальное образование |
| -- | ------------------------ | --------------- | --------- | ------------------------- |
| 1  | Александровка            | деревня         | ↘48       | Зуевский сельсовет        |
| 2  | Алексеевка               | деревня         | ↗36       | Ивановский сельсовет      |
| 3  | Афанасьевка              | село            | ↘225      | Бунинский сельсовет       |
| 4  | Баранов                  | хутор           | ↘51       | Ивановский сельсовет      |
| 5  | Богдановка               | деревня         | ↘42       | Старолещинский сельсовет  |
| 6  | Большая Ивица            | хутор           | ↘18       | Ивановский сельсовет      |
| 7  | Большая Козьмодемьяновка | деревня         | ↘213      | Старолещинский сельсовет  |
| 8  | Брынцево                 | деревня         | ↘21       | Бунинский сельсовет       |
| 9  | Букреевка                | деревня         | ↘24       | Бунинский сельсовет       |
| 10 | Буланец                  | хутор           | ↘111      | Зуевский сельсовет        |
| 11 | Бунино                   | село            | ↘364      | Бунинский сельсовет       |
| 12 | Верхнееремино            | деревня         | ↘120      | Шумаковский сельсовет     |
| 13 | Верхнекрасная Ивица      | хутор           | ↘3        | Ивановский сельсовет      |
| 14 | Возрождение              | хутор           | ↘5        | Ивановский сельсовет      |
| 15 | Воробьевка               | село            | ↘89       | Шумаковский сельсовет     |
| 16 | Выползово                | село            | ↘242      | Зуевский сельсовет        |
| 17 | Гололобовка              | село            | ↘84       | Старолещинский сельсовет  |
| 18 | Горбуновка               | деревня         | ↘53       | Зуевский сельсовет        |
| 19 | Горенка                  | деревня         | ↘96       | Старолещинский сельсовет  |
| 20 | Гридасово                | деревня         | ↘217      | Зуевский сельсовет        |
| 21 | Дежевка                  | село            | ↘173      | Зуевский сельсовет        |
| 22 | Доброе                   | село            | ↘97       | Бунинский сельсовет       |
| 23 | Дорохо-Доренское         | село            | ↘125      | Ивановский сельсовет      |
| 24 | Ефросимовка              | деревня         | ↘38       | Старолещинский сельсовет  |
| 25 | Захарово                 | деревня         | ↘22       | Бунинский сельсовет       |
| 26 | Зелёный                  | хутор           | ↘6        | Ивановский сельсовет      |
| 27 | Зуевка                   | село            | ↗1148     | Зуевский сельсовет        |
| 28 | Ивановка                 | деревня         | ↘590      | Ивановский сельсовет      |
| 29 | Калинов                  | хутор           | ↘11       | Зуевский сельсовет        |
| 30 | Каменское                | хутор           | →0        | Бунинский сельсовет       |
| 31 | Клевцовка                | деревня         | ↘135      | Старолещинский сельсовет  |
| 32 | Княжая                   | деревня         | ↘233      | Зуевский сельсовет        |
| 33 | Козьмодемьяновка         | деревня         | ↘129      | Старолещинский сельсовет  |
| 34 | Конарево                 | деревня         | ↘216      | Ивановский сельсовет      |
| 35 | Кочегуровка              | деревня         | ↘5        | Ивановский сельсовет      |
| 36 | Красная Плота            | хутор           | →0        | Зуевский сельсовет        |
| 37 | Красниково               | деревня         | ↘68       | Шумаковский сельсовет     |
| 38 | Красное                  | хутор           | ↘0        | Ивановский сельсовет      |
| 39 | Кулига                   | деревня         | ↘24       | Бунинский сельсовет       |
| 40 | Лучки                    | хутор           | ↘9        | Зуевский сельсовет        |
| 41 | Максимово                | село            | ↘19       | Ивановский сельсовет      |
| 42 | Малая Зуевка             | деревня         | ↘39       | Зуевский сельсовет        |
| 43 | Малая Ивица              | хутор           | ↘6        | Ивановский сельсовет      |
| 44 | Малиновка                | деревня         | ↘68       | Зуевский сельсовет        |
| 45 | Малиновка                | хутор           | ↘80       | Шумаковский сельсовет     |
| 46 | Мальнево                 | деревня         | ↘35       | Бунинский сельсовет       |
| 47 | Машкино                  | деревня         | ↘141      | Шумаковский сельсовет     |
| 48 | Машнино                  | деревня         | ↘62       | Бунинский сельсовет       |
| 49 | Мелидовка                | деревня         | ↘41       | Шумаковский сельсовет     |
| 50 | Меловая                  | деревня         | ↘139      | Зуевский сельсовет        |
| 51 | Морозов                  | хутор           | →0        | Зуевский сельсовет        |
| 52 | Мурыновка                | хутор           | ↘4        | Шумаковский сельсовет     |
| 53 | Надежевка                | деревня         | ↘24       | Зуевский сельсовет        |
| 54 | Ниженка                  | деревня         | ↘143      | Старолещинский сельсовет  |
| 55 | Нижняя Ивица             | деревня         | ↘2        | Ивановский сельсовет      |
| 56 | Никольское               | село            | ↘9        | Бунинский сельсовет       |
| 57 | Никольское               | село            | ↗726      | Ивановский сельсовет      |
| 58 | Орлянка                  | село            | ↘642      | Субботинский сельсовет    |
| 59 | Отрадное                 | деревня         | ↘51       | Шумаковский сельсовет     |
| 60 | Плоское                  | село            | ↘494      | Шумаковский сельсовет     |
| 61 | Разумово                 | деревня         | ↘48       | Бунинский сельсовет       |
| 62 | Ржаво-Плота              | хутор           | ↘57       | Зуевский сельсовет        |
| 63 | Савинка                  | деревня         | ↘0        | Шумаковский сельсовет     |
| 64 | Самсоновка               | деревня         | ↘103      | Субботинский сельсовет    |
| 65 | Сараевка                 | село            | ↘163      | Зуевский сельсовет        |
| 66 | Сеймица                  | деревня         | ↘167      | Субботинский сельсовет    |
| 67 | Семеновка                | деревня         | ↘1        | Шумаковский сельсовет     |
| 68 | Семеновка                | деревня         | ↘0        | Шумаковский сельсовет     |
| 69 | Семибратский             | хутор           | ↘42       | Шумаковский сельсовет     |
| 70 | Смороко-Доренский        | хутор           | ↘20       | Бунинский сельсовет       |
| 71 | Солнцево                 | рабочий посёлок | ↘3622     | посёлок Солнцево          |
| 72 | Сорочино                 | хутор           | ↘6        | Шумаковский сельсовет     |
| 73 | Стародубцево             | деревня         | ↘73       | Старолещинский сельсовет  |
| 74 | Старый Лещин             | село            | ↘233      | Старолещинский сельсовет  |
| 75 | Субботино                | село            | ↘517      | Субботинский сельсовет    |
| 76 | Татарский                | хутор           | ↘5        | Шумаковский сельсовет     |
| 77 | Тереховка                | деревня         | ↘57       | Старолещинский сельсовет  |
| 78 | Толмачевка               | деревня         | ↘75       | Бунинский сельсовет       |
| 79 | Толстоплотаво            | хутор           | ↘2        | Шумаковский сельсовет     |
| 80 | Трубицыно                | хутор           | ↘0        | Шумаковский сельсовет     |
| 81 | Халино                   | деревня         | ↘64       | Ивановский сельсовет      |
| 82 | Хахилево                 | деревня         | ↘65       | Бунинский сельсовет       |
| 83 | Хонок                    | деревня         | ↘12       | Бунинский сельсовет       |
| 84 | Чермошное                | село            | ↘403      | Ивановский сельсовет      |
| 85 | Шлях                     | хутор           | ↘106      | Ивановский сельсовет      |
| 86 | Шумаково                 | село            | ↘772      | Шумаковский сельсовет     |
| 87 | Яковлево                 | деревня         | ↘70       | Бунинский сельсовет       |
| 88 | 1-е Апухтино             | деревня         | ↘46       | Бунинский сельсовет       |
| 89 | 1-е Протасово            | деревня         | ↘22       | Бунинский сельсовет       |
| 90 | 1-я Екатериновка         | деревня         | ↘24       | Ивановский сельсовет      |
| 91 | 2-е Апухтино             | деревня         | ↘43       | Бунинский сельсовет       |
| 92 | 2-е Максимово            | деревня         | ↘12       | Бунинский сельсовет       |
| 93 | 2-е Протасово            | деревня         | ↘18       | Бунинский сельсовет       |
| 94 | 2-я Екатериновка         | деревня         | ↘45       | Ивановский сельсовет      |

## Транспорт
Протяжённость на территории района:
- железных дорог — 44 км,
- автомобильных дорог общего пользования с твёрдым покрытием — 260 км.

На железнодорожных путях магистрали «Москва—Курск—Солнцево—Харьков» на территории района находятся станции: Шумаково, Зуевка, Сараевка.

## Связь
- Солнцевский районный узел связи ОАО «Электросвязь» Курской области (22 АТС).
- Районное отделение Федеральной почтовой связи с 18 филиалами в населённых пунктах района.

## Социальная сфера
Образование
В районе есть профессиональное училище, 28 общеобразовательных школ (14 средних и 7 неполных), детская школа искусств, Дом детского творчества.
Здравоохранение
В районе 28 лечебно-профилактических учреждения: районная больница и 27 фельдшерско-акушерских пунктов.

## Культура
В районе 24 библиотеки, 30 клубных учреждений, есть Дом детского творчества.

## Достопримечательности
В селе Никольском — усадьба Сонцовых (1-я половина XIX века), в селе Орлянка — церковь Покрова Пресвятой Богородицы (1794 год), в селе Гололобовка — церковь Николая Чудотворца (1-я половина XIX века), в селе Зуевка — церковь святителя Николая Чудотворца (1878 год).
В деревне Александровка расположен Делеверов сад, в котором находятся руины усадьбы помещика Делевера.
В д. Машнино, близ села Бунино находится источник им. Серафима Саровского